# NGC 998
NGC 998 è una galassia a spirale situata nella costellazione della Balena, a una distanza di circa 304 milioni di anni luce dalla nostra Via Lattea.

## Scoperta
La galassia è stata scoperta il 10 dicembre 1863 dall'astronomo tedesco Albert Marth.

## Descrizione
NGC 998 e NGC 997 appaiono ravvicinate sulla sfera celeste e si trovano a una distanza molto simile rispetto alla nostra Via Lattea. Dovrebbero quindi formare una copia di galassie interagenti, anche se l'immagine non sembra mostrare segni di interazione.